# De pruik
De pruik is een hoorspel naar een toneelstuk van Natalia Ginzburg. Die Perücke werd op 28 januari 1973 door de Süddeutscher Rundfunk uitgezonden. Thérèse Cornips vertaalde het en de KRO zond het uit op dinsdag 16 augustus 1977. De regisseur was Willem Tollenaar. De uitzending duurde 29 minuten.

## Rolbezetting
- Els van Rooden (monoloog)
- Henk van Straaten (de kelner)

## Inhoud
Dit is de monoloog van een vrouw wier huwelijk op de klippen loopt. In telefoongesprekken met haar moeder en in gesprekken met haar man worden voor haar de verveling en de eenzaamheid van haar tot nu toe verstreken leven bevestigd. Vermoedt of  weet deze man, die ondanks alles zwijgt, in werkelijkheid hoe zijn vrouw eraan toe is?